# Riksdagen 1911
Riksdagen 1911 ägde rum i Stockholm.
Riksdagens kamrar sammanträdde i riksdagshuset den 16 januari 1911. Riksdagsarbetet inleddes ceremoniellt genom riksdagens högtidliga öppnande i rikssalen på Stockholms slott den 17 januari. Första kammarens talman var Christian Lundeberg (Protektionistiska partiet), andra kammarens talman var Axel Swartling (Lantmannapartiet). Riksdagen avslutades den 1 juni 1911.